# محطة قطار تقرت
مَحطة تُقرت هي محطة قطار جزائرية تقع في بلدية تقرت ، ولاية تقرت ، في شمال شرق الصحراء الجزائرية .

## موقع المحطة في السكك الحديدية
تتموقع محطة القطار في وسط مدينة تُقرت. هي المحطة النهائية للخط من القراح إلى تُقرت. تسبقها محطة جامعة.
ابتداءً من الربع الأول من عام 2023، كان من المقرر أن تكون محطة انطلاق الخط من تقرت إلى حاسي مسعود، الذي هو قيد الإنشاء حاليًا.

## خدمة الركاب

### خدمة
تخدم محطة تُقرت قطارات طويلة المسافة على خط الجزائر - تقرت,.
وهي أيضًا محطة شحن.

## الملاحظات والمراجع
1. ↑  "La ligne ferroviaire Touggourt-Hassi Messaoud réceptionnée au cours du 1er trimestre 2023". aps.dz. 1 mars 2022. مؤرشف من الأصل في 2023-01-10. اطلع عليه بتاريخ 10 janvier 2023. {{استشهاد ويب}}: تحقق من التاريخ في: |تاريخ-الوصول= و|تاريخ= (مساعدة).
2. ↑  Imene A (1 mars 2022). "Transport ferroviaire: La ligne Touggourt-Hassi Messaoud sera fonctionnelle à partir du premier trimestre 2023". algerie-eco.com. مؤرشف من الأصل في 2023-01-10. اطلع عليه بتاريخ 10 janvier 2023. {{استشهاد ويب}}: تحقق من التاريخ في: |تاريخ-الوصول= و|تاريخ= (مساعدة).
3. ↑  "Transport ferroviaire: ouverture dimanche d'une nouvelle ligne reliant Alger à Touggourt". aps.dz. 10 octobre 2019. مؤرشف من الأصل في 2023-01-09. اطلع عليه بتاريخ 8 janvier 2023. {{استشهاد ويب}}: تحقق من التاريخ في: |تاريخ-الوصول= (مساعدة).
4. ↑  "Transport ferroviaire : Le train-express Touggourt-Alger inauguré aujourd'hui". reporters.dz. 10 octobre 2019. مؤرشف من الأصل في 2023-01-10. اطلع عليه بتاريخ 10 janvier 2023. {{استشهاد ويب}}: تحقق من التاريخ في: |تاريخ-الوصول= (مساعدة).
5. ↑  "Transport ferroviaire : Des citoyens réclament la réouverture de la desserte ferroviaire Touggourt-Constantine". lecourrier-dalgerie.com. 17 mars 2020. مؤرشف من الأصل في 2024-12-10. اطلع عليه بتاريخ 4 février 2023. {{استشهاد ويب}}: تحقق من التاريخ في: |تاريخ-الوصول= و|تاريخ= (مساعدة).

## أنظر أيضا

### مقالات ذات صلة
- خط من الجرّة إلى تُقرت
- الخط من تقرت إلى حاسي مسعود
- قائمة محطات القطارات في الجزائر

### رَوابط خارجية
- "SNTF". Société nationale des transports ferroviaires (SNTF). مؤرشف من الأصل في 2025-05-31..

قالب:Desserte gare/début
قالب:Desserte gare

قالب:Desserte gare/fin